# برغنية سميكة الأوراق
برغنية سميكة الأوراق (الاسم العلمي:Bergenia crassifolia) هي نوع من النباتات تتبع جنس البرغنية من فصيلة كاسرات الحجر.